# 303

## Události
- 23. února – Císař Dioklecián přikázal zničit křesťanský kostel v Nicomedii a zahájil tím osmileté všeobecné pronásledování křesťanů.
- 28. listopadu – Dvacet let po svém zvolení přijel císař Dioklecián poprvé do Říma.[1]

## Narození
- ? – Wang Si-č’, čínský kaligraf († 361)

## Úmrtí
- 23. dubna – Svatý Jiří (* 303)
- ? – Svatý Erasmus, biskup a křesťanský mučedník (* ?240)

## Hlavy států
- Papež – Marcellinus (296–304)
- Římská říše – Diocletianus (284–305) + Galerius (spoluvladař 293–305) + Maximianus (286–305, 307–308, 310) + Constantius Chlorus (spoluvladař 293–305)
- Perská říše – Hormizd II. (302–309)
- Kušánská říše – Mahi (300–305)